# رووي فيندلي
رووي فيندلي (بالإنجليزية: Rowe Findley)‏ هو صحفي أمريكي، ولد في 1925، وتوفي في 9 أبريل 2003.